# Horst Hrubesch
Horst „Hotte“ Hrubesch (* 17. April 1951 in Hamm), Spitzname Kopfballungeheuer, ist ein ehemaliger deutscher Fußballspieler sowie heutiger -trainer und -funktionär.
Er spielte in der Bundesliga ab 1975 als Mittelstürmer für Rot-Weiss Essen, den Hamburger SV und Borussia Dortmund, außerdem in der belgischen Première Division für Standard Lüttich. Mit dem HSV wurde er 1979, 1982 und 1983 Deutscher Meister und gewann 1983 zudem den Europapokal der Landesmeister. Insgesamt erzielte er in 224 Bundesligaspielen 136 Tore, was nach Robert Lewandowski und Gerd Müller die drittbeste Tor-pro-Spiel-Quote der Bundesliga ist. Als Nationalspieler wurde er 1980 Europameister und 1982 Vizeweltmeister.
Nach seiner Spielerkarriere trainierte Hrubesch diverse Vereine in Deutschland, Österreich und der Türkei. Von 2000 bis 2016 war er für den DFB in der Jugendarbeit tätig und zuletzt Trainer der deutschen U21-Nationalmannschaft sowie der deutschen Olympiaauswahl. Seine größten Erfolge waren der Gewinn der U21-Europameisterschaft 2009 und die olympische Silbermedaille 2016 im Männerfußball sowie die olympische Bronzemedaille 2024 im Frauenfußball. Von März bis November 2018 war er Interimstrainer der deutschen Frauennationalmannschaft. Dieses Amt hatte er von Oktober 2023 bis August 2024 erneut inne. Zudem war er 2017 übergangsweise Sportdirektor des DFB.
Von 2020 bis 2025 war Hrubesch Nachwuchsdirektor im Nachwuchsleistungszentrum des Hamburger SV.

## Spielerkarriere

### Verein
Hrubesch arbeitete bis zu seinem Wechsel zu Rot-Weiss Essen als Dachdecker. Nebenbei spielte er sowohl Handball als auch Fußball im Ligabetrieb, zuletzt beim SC Westtünnen.
Als Amateur kam Hrubesch 1975 im Alter von 24 Jahren über die Stationen FC Pelkum, Germania Hamm, Hammer SpVg und SC Westtünnen direkt in die Bundesliga zu Rot-Weiss Essen, ohne zuvor Jugendauswahlspiele bestritten zu haben. Lediglich in der Kreisauswahl Unna-Kamen-Hamm war er eingesetzt worden. Entdeckt wurde er dabei nach dessen Aussage von seinem Trainer und späteren Mitspieler in Essen, Werner Lorant. In zwei Spielzeiten bei RWE kam er auf 48 Einsätze und 38 Tore. Nach dem Bundesliga-Abstieg der Essener 1977 blieb er an der Hafenstraße. In der folgenden Saison in der 2. Bundesliga (1977/78) erzielte er 41 Treffer, ein bis heute unerreichter Rekord. Die Mannschaft erzielte insgesamt 82 Tore.
Daraufhin war er in Essen nicht mehr zu halten. Der Hamburger SV verpflichtete den begehrten Torjäger, an dem auch Eintracht Frankfurt interessiert war.
Beim HSV profitierte Hrubesch von zwei Top-Trainern: 1978 war Branko Zebec im Amt, ab 1981 Ernst Happel. Die Klasse der Mitspieler Kevin Keegan, Felix Magath, Ivan Buljan, Jimmy Hartwig, Peter Nogly oder Manfred Kaltz (Ära Zebec), Uli Stein, Ditmar Jakobs, Lars Bastrup, Wolfgang Rolff, Holger Hieronymus oder Jürgen Milewski in der Ära Happel brachte Hrubesch deutlich weiter. In Hamburg fand er mit Manfred Kaltz die optimale Ergänzung und schöpfte so sein fußballerisches Potential als Torjäger voll aus.
Der Gewinn des Europapokals der Landesmeister 1982/83 mit dem HSV gegen die aus Weltklassespielern bestehende Mannschaft von Juventus Turin war der sportliche Höhepunkt in der Laufbahn des Horst Hrubesch. Der HSV setzte sich auf dem Weg zum Finale am 25. Mai in Athen gegen den Berliner FC Dynamo, Olympiakos Piräus, Dynamo Kiew und Real San Sebastián durch.
Fast alle Tore aus dem Spiel heraus erzielte Hrubesch per Kopfball. Daher stammt auch sein Spitzname „Kopfballungeheuer“. Er profitierte vor allem von Manfred Kaltz und dessen effetreichen „Bananenflanken“ mit stark gekrümmter Flugbahn. Dazu passend lieferte er in einem Fernsehinterview den Ausspruch: „Manni Banane, ich Birne – Tor“. Auch war er ein sicherer Elfmeterschütze. 
In der Bundesliga-Saison 1981/82 wurde Hrubesch mit 27 Treffern Torschützenkönig. Legendär wurde sein Tor zum 4:3-Sieg beim FC Bayern München am 24. April 1982 in der 90. Minute. Der Sieg war eine entscheidende Station auf dem Weg zur Meisterschaft.
1983 wechselte er in die erste belgische Liga zu Standard Lüttich, wo er bis 1985 blieb und in 43 Spielen 17 Tore schoss. Danach kehrte er in die Bundesliga zurück und schloss sich Borussia Dortmund an, beendete aber ein Jahr später verletzungsbedingt nach nur 17 Spielen seine aktive Karriere.

### Nationalmannschaft
Hrubesch wurde auch in die Nationalmannschaft berufen, war dort allerdings nicht unumstritten. Er debütierte am 2. April 1980 in München beim 1:0-Sieg gegen Österreich. 1980 wurde er in Italien Europameister. Für das Turnier war er lediglich nachnominiert worden, weil Klaus Fischer sich zuvor verletzt hatte. Beim 2:1-Sieg im Endspiel gegen Belgien erzielte er die beiden Tore für die deutsche Mannschaft. Es waren seine ersten Tore in der Nationalmannschaft.
Bei der Fußball-Weltmeisterschaft 1982 wurde er Vizeweltmeister. Beim Nichtangriffspakt von Gijón erzielte er in der 10. Minute das 1:0, wonach sich beide Mannschaften nicht mehr um weitere Tore bemühten. Im WM-Halbfinale in Sevilla gegen Frankreich am 8. Juli verwandelte er im ersten Elfmeterschießen der WM-Geschichte den entscheidenden Elfmeter zum Endstand von 5:4, obwohl ursprünglich Karlheinz Förster als Elfmeterschütze vorgesehen war. Nach 120 Minuten hatte es 3:3 gestanden, wobei Hrubeschs Kopfballvorlage von der Torauslinie auf Klaus Fischer dessen Fallrückzieher-Ausgleich zum 3:3 ermöglicht hatte. Das WM-Finale gegen Italien verlor die deutsche Nationalelf dann mit 1:3. Es war Hrubeschs letztes Länderspiel; nach der Weltmeisterschaft beendete er seine Nationalmannschaftskarriere.
Für die Nationalelf spielte Hrubesch von 1980 bis 1982 in 21 Spielen und erzielte dabei sechs Tore.

## Trainer- und Funktionärskarriere

### Erste Trainerstationen
Von April bis Juni 1986 übernahm Hrubesch als Trainer seinen ehemaligen Verein FC Pelkum. Nach seiner Spielerkarriere trainierte er Rot-Weiss Essen, den er als Aufsteiger auf den 10. Platz in der 2. Bundesliga führte. In der Bundesliga betreute er von November 1994 bis Februar 1995 Dynamo Dresden als Trainer. Bei der Europameisterschaft 2000 war er Assistent des Bundestrainers Erich Ribbeck.

### Rückkehr zum Hamburger SV
Zur Saison 2020/21 kehrte Hrubesch nach 37 Jahren zum Hamburger SV zurück und wurde unter dem Sportvorstand Jonas Boldt Nachwuchsdirektor im Nachwuchsleistungszentrum.
Am 3. Mai 2021 übernahm Hrubesch nach der Freistellung von Daniel Thioune zusätzlich die Zweitligamannschaft bis zum Ende der Saison 2020/21. Der HSV stand vor dem 32. Spieltag nach 5 sieglosen Spielen in Folge auf dem 4. Platz. Der 70-Jährige führte die Mannschaft zwar zu 2 Siegen, jedoch konnte der Relegationsplatz nach einer Niederlage gegen den Abstiegskandidaten VfL Osnabrück am 33. Spieltag nicht mehr erreicht werden. Der HSV beendete damit auch seine dritte Saison in der 2. Bundesliga auf dem 4. Platz und verpasste erneut den Aufstieg in die Bundesliga. Sein Nachfolger wurde Tim Walter.
Nach der Saison 2024/25, in der er unter dem neuen Sportvorstand Stefan Kuntz arbeitete und in der die Profis in die Bundesliga aufstiegen, verließ Hrubesch den Verein nach fünf Jahren mit seinem Vertragsende.

### Tätigkeiten beim DFB

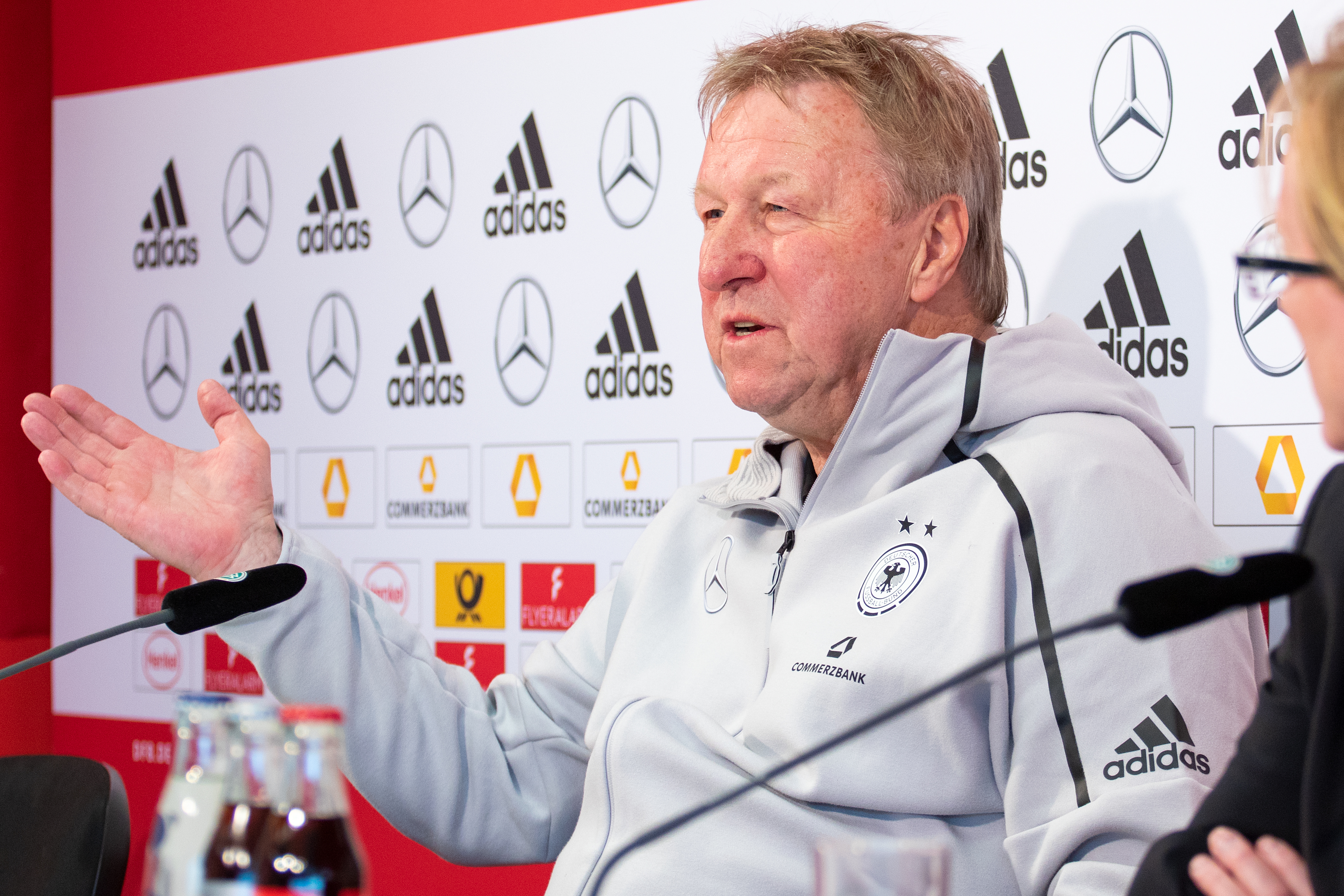
Horst Hrubesch (2018)

Als Nachwuchstrainer beim DFB gewann Hrubesch mit der deutschen U-19-Nationalmannschaft am 26. Juli 2008 den Europameisterschaftstitel durch ein 3:1 im Finale gegen Italien. Im Anschluss wurde die U-19-Mannschaft zur U-20-Nationalmannschaft, die Hrubesch weiterhin coachte und mit der er bei der U-20-WM im Herbst 2009 im Viertelfinale an Brasilien scheiterte. Als Interimstrainer betreute er auch die U-21-Nationalmannschaft bei der Europameisterschaft 2009. Mit dieser Mannschaft wurde er nach einem 4:0-Finalsieg über England Europameister.
Nach einem Engagement als Trainer der U-18-Junioren des DFB war Hrubesch seit dem 21. Juni 2013 erneut Trainer der U-21-Nationalmannschaft. Bei der U-21-EM 2015 scheiterte er mit seinem Team im Halbfinale mit 0:5 zwar deutlich an der portugiesischen Mannschaft, qualifizierte sich aber durch die Teilnahme am Halbfinale für das olympische Fußballturnier 2016 in Brasilien. Seit 1988 hatte keine deutsche Männerfußballmannschaft an Olympischen Spielen teilgenommen. Am Turnier nahm Hrubesch als Trainer mit der Olympiaauswahl teil und gewann mit ihr die Silbermedaille. Im Viertelfinale wurde Portugal mit 4:0 geschlagen, im Halbfinale Nigeria mit 2:0. Im Finale unterlag die deutsche Olympiamannschaft nach einem 1:1 der Mannschaft von Brasilien mit 4:5 im Elfmeterschießen. Mit dem Gewinn der Silbermedaille beim olympischen Fußballturnier 2016 in Rio de Janeiro endete vorläufig auch die Trainerlaufbahn Hrubeschs.
Am 16. Januar 2017 übernahm er übergangsweise die Position des DFB-Sportdirektors von Hansi Flick.
Im März 2018 übernahm Hrubesch als Nachfolger von Steffi Jones interimsweise den Posten des Bundestrainers der deutschen Frauenfußballnationalmannschaft. Seine Nachfolgerin wurde am 30. November 2018 Martina Voss-Tecklenburg. Ab dem 7. Oktober 2023 vertrat er diese, da sie krankheitsbedingt ausfiel. Auch nachdem der Vertrag von Voss-Tecklenburg am 4. November 2023 aufgelöst worden war, fungierte Hrubesch weiter als Trainer der Frauenfußballnationalmannschaft. Unter seiner Leitung errang die Mannschaft die Bronzemedaille bei den Olympischen Sommerspielen 2024.

## Erfolge

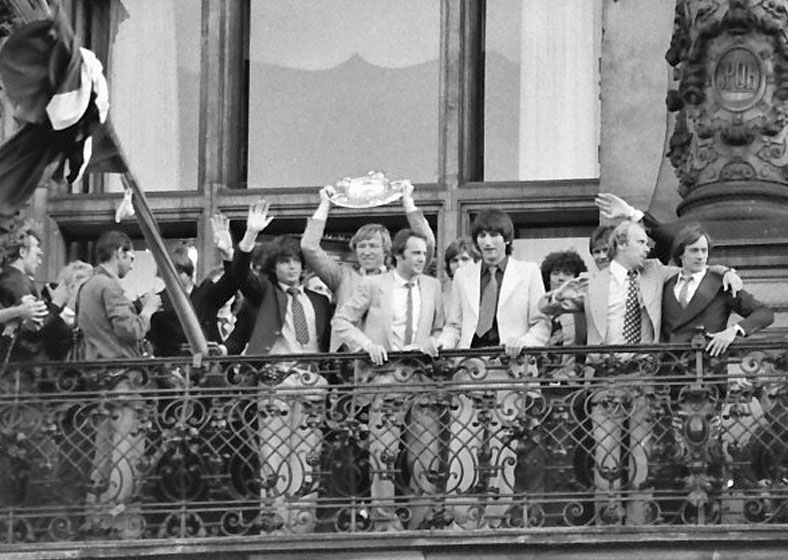
1979 mit der Meisterschale auf dem Balkon des Hamburger Rathauses

### Als Spieler
Mit dem Hamburger SV
- Europapokalsieger der Landesmeister: 1983
- Deutscher Meister: 1979, 1982, 1983

Mit der Nationalmannschaft
- Europameister: 1980

Individuell
- Torschützenkönig der Bundesliga: 1982
- Torschützenkönig der 2. Bundesliga: 1978 (Nord)
- Torschützenkönig des DFB-Pokals: 1981
- Aufnahme in die Hall of Fame des deutschen Fußballs: 2024

### Als Trainer
- Olympische Silbermedaille: 2016
- Olympische Bronzemedaille: 2024
- U21-Europameister: 2009
- U19-Europameister: 2008

## Auszeichnungen

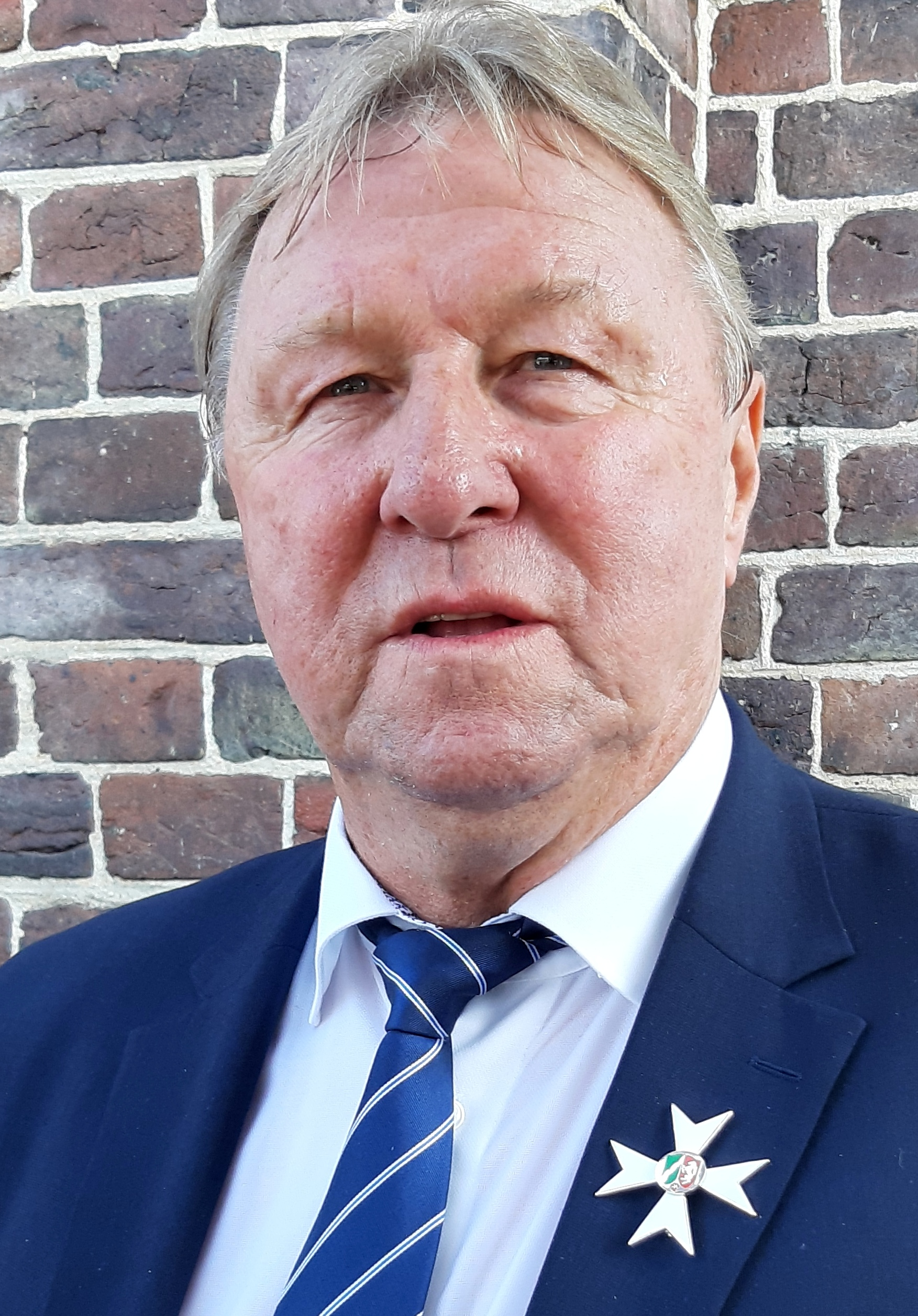
Horst Hrubesch mit dem Verdienstorden des Landes Nordrhein-Westfalen (2019)

Für den Gewinn der Fußballeuropameisterschaft 1980 erhielt er von Bundespräsident Carstens das Silberne Lorbeerblatt. 2009 erhielt Hrubesch den erstmals vergebenen Trainerpreis des Deutschen Fußball-Bundes. Nach dem Gewinn der Silbermedaille bei den Olympischen Spielen 2016, als Trainer der Olympiaauswahl, wurde Hrubesch mit dem „Ehrenpreis der Bundesliga“ durch die DFL ausgezeichnet. 2018 wurde er mit dem Walther-Bensemann-Preis der Deutschen Akademie für Fußball-Kultur geehrt. Im Jahr 2019 wurde ihm der Verdienstorden des Landes Nordrhein-Westfalen verliehen. 2023 erfolgte die Aufnahme in die Hall of Fame des deutschen Fußballs.

## Privates
Hrubesch ist seit seiner Kindheit begeisterter Angler an Binnengewässern. Nach seinem Wechsel nach Hamburg erschloss er sich auch das Angeln an der See. Mangels verfügbarer Fachliteratur verfasste er mit Hilfe eines Co-Autors ein Buch über das Dorschangeln, das in drei Auflagen verkauft und auch in Skandinavien verlegt wurde.
Mit seiner Ehefrau Angelika betrieb Horst Hrubesch einen Pferdezuchtbetrieb in der östlichen Lüneburger Heide und widmete sich hier erfolgreich der jungen Pferderasse Edelbluthaflinger. Neben seiner Tätigkeit als Trainer war Hrubesch bis Ende 2013 auch als Vorsitzender der Interessengemeinschaft Edelbluthaflinger tätig. 2015 gab er die Pferdezucht auf und zog in die Nähe seiner beiden Kinder und vier Enkelkinder nach Boostedt bei Neumünster in Schleswig-Holstein.

## Trivia
- Den Spitznamen Kopfballungeheuer verlieh ihm der Journalist Jörg Hüls 1975 nach einem Freundschaftsspiel des SC Westtünnen gegen den Wuppertaler SV, in dem Hrubesch ein Kopfballtor von der Strafraumkante aus gelang.[27]
- Hrubeschs Aussage „Bei unserer Qualität macht es keinen Sinn, Spiele zu verlieren.“ wurde beim Deutschen Fußball-Kulturpreis 2024 als Fußballspruch des Jahres ausgezeichnet.[28]

## Veröffentlichungen
- Horst Hrubesch, Dieter Schicker: Dorschangeln vom Boot und an den Küsten. Parey Buchverlag, Berlin 1980, ISBN 3-490-07214-6.